# Bystrovany (przystanek kolejowy)
Bystrovany – przystanek kolejowy w Bystrovanach, w kraju ołomunieckim, w Czechach przy ulicy Droždínská. Znajduje się na wysokości 230 m n.p.m. i leży na linii kolejowej nr 310.